# 叢雲號驅逐艦 (吹雪型)
「叢雲」號驅逐艦（むらくも）是大日本帝國海軍第39號驅逐艦，「吹雪型驅逐艦」的五號艦。於藤永田造船所動工，在1929年至1942年間服役。其命名繼承自東雲型驅逐艦的同名艦，是第二艘被命名為「叢雲」的戰艦。

## 簡介
吹雪型驅逐艦是日本海軍在簽署《華盛頓海軍條約 》後，透過強化不受條約限制的輕巡洋艦以下補助艦艇，以彌補和英美海軍之間的差距而設計及建造的新型軍艦。藤本喜久雄造船大佐參照「夕張」號輕巡洋艦，大幅輕量化後完成設計。當中封閉式艦橋、砲塔式主砲等都成為後來日本海軍驅逐艦的基本設計。
「吹雪型」由於建造期間長，不同階段的設計都有所變更，其中「叢雲」號驅逐艦屬「吹雪型」的「特I型」，屬於先行設計及建造的十艘戰艦之一。

## 特點
「特I型」吹雪型驅逐艦備有高乾舷、長首樓船型及飛剪式艦首，並採用封閉式艦橋。相較過去的驅逐艦，「吹雪型」擁有較大的居住區，大幅改善船員的起居生活。此外，「吹雪型」為日本海軍首次在艦上安裝50倍口徑三年式雙聯裝炮的驅逐艦。但由於大幅輕量化，「吹雪型」艦體強度不足，重心較高影響了其穩定性，在經歷第四艦隊事件後才作出改造。

## 建造經緯
於1927年4月25日在藤永田造船所動工，被命名為「第39號驅逐艦」，後來於1928年8月1日，改名為「叢雲」號，級別屬於一等驅逐艦。
於1929年5月10日正式完工，加入第2艦隊第2水雷戰隊第12驅逐隊正式服役。

## 艦歷
正式服役後，曾分別於1931年12月1日及1936年12月1日轉為予備役，返回母港進行整修及改造。
於1940年 中國抗日戰爭期間，主要在華中沿岸一帶作戰，並參與日軍入侵法屬印度支那戰役。大東亞戰爭爆發後，曾參與南方侵略作戰、中途島海戰及所羅門群島作戰等多場戰役。
於1942年10月12日，前往救援「古鷹」號 重巡洋艦時，在新喬治亞島附近受到美軍戰機攻擊嚴重受損，最終東日出夫少佐下令棄艦並決定進行魚雷爆破處分沉沒。於同年11月15日除籍。

## 主要技術數據及武器裝備
| 技術數據   | 服役時 （1929年）                                | 改造後 （1935年）                               |
| ---------- | ------------------------------------------------ | ----------------------------------------------- |
| 標準排水量 | 1,680噸                                          | 2090噸                                          |
| 滿載排水量 | 1,980噸                                          |                                                 |
| 全長       | 118.5米                                          | 118.5米                                         |
| 全闊       | 10.36米                                          | 10.36米                                         |
| 吃水       | 3.19米                                           |                                                 |
| 鍋爐       | 艦本式ロ號専燒罐4座                              |                                                 |
| 引擊       | 艦本式渦輪發動機2台（2軸）                       |                                                 |
| 軸馬力     | 50,000匹                                         |                                                 |
| 速力       | 38節                                             | 34節                                            |
| 續航距離   | 5,000海里/14節                                   |                                                 |
| 乘員       | 219名                                            |                                                 |
| 主砲       | 127mm 50倍口徑三年式雙聯裝炮3座 6門              | 127mm 50倍口徑三年式雙聯裝炮3座 6門             |
| 機槍       | 7.7mm 九二式機槍2挺                              | 7.7mm 九二式機槍2挺                             |
| 魚雷       | 610mm 一二年式三聯裝魚雷發射管3座 9門 八年式魚雷 | 610mm 九0年式三聯裝魚雷發射管3座 9門 九三式魚雷 |
| 其他       | 深水炸彈投射機2座 深水炸彈投下軌2道              | 深水炸彈投射機2座 深水炸彈投下軌2道             |

※空白為不明。

## 歷代艦長

### 艤裝員長
1. 柳原信男中佐：1928年10月20日－

### 艦長
1. 柳原信男中佐：1929年5月10日 -
2. 横山茂少佐：1929年11月30日 -
3. 佐藤慶蔵少佐：1930年12月1日 -
4. 竹田喜代吾中佐：1931年10月31日 -
5. 秋山輝男中佐：1932年12月1日 -
6. 村山清六中佐：1935年11月15日 -
7. 山本岩多少佐：1936年12月1日 -
8. 古閑孫太郎少佐：1938年12月15日 -
9. 中杉清治少佐：1939年12月1日 -
10. 東日出夫少佐：1941年4月10日 –

## 同型艦
- 吹雪號驅逐艦，吹雪型驅逐艦一號艦
- 白雪號驅逐艦，吹雪型驅逐艦二號艦
- 初雪號驅逐艦，吹雪型驅逐艦三號艦
- 深雪號驅逐艦，吹雪型驅逐艦四號艦
- 東雲號驅逐艦，吹雪型驅逐艦六號艦
- 薄雲號驅逐艦，吹雪型驅逐艦七號艦
- 白雲號驅逐艦，吹雪型驅逐艦八號艦
- 磯波號驅逐艦，吹雪型驅逐艦九號艦
- 浦波號驅逐艦，吹雪型驅逐艦十號艦